# Zeemkleurig hazenoor
Het zeemkleurig hazenoor (Otidea alutacea) is een schimmel behorend tot de familie Otideaceae. Het komt voor tussen strooisel, op humusarme tot humeus zand, leem of klei in loofbossen.

## Kenmerken

### Uiterlijke kenmerken
Deze Europese soort verschijnt als beker van 3 à 6 cm hoog en 2 à 4 cm breed, normaal gespleten aan één kant tot aan de basis, met een golvende rand. Het binnenste (hymeniale) oppervlak is bruingrijs, mat, glad, het buitenste (steriele) oppervlak is leerachtig crème tot leerachtig geelachtig, glad als het vers is, licht suède-achtig als het droog is. Het vruchtvlees is vlezig, leerachtig en kraakbeenachtig, tamelijk bros, tot 2 mm dik en heeft geen duidelijke geur of smaak. De sporen zijn kleurloos.
Het is oneetbaar.

### Microscopische kenmerken
De buitenste laag van de beker bestaat uit dunwandige, bolvormige of licht hoekige cellen, tot 20 μm in diameter, hyaliene, zonder schaal. De binnenste laag bestaat uit cellen met een ingewikkelde textuur, geel of lichtgeel, met hyaliene of lichtgele celwanden, zonder korstvorming. Het subhymenium bestaat uit verwarde, dunwandige hyfen met geelachtige pigmentatie van de wanden; wanneer het droog is, vormt het een donkere, datumbruine lijn. De ascosporen zijn elliptisch-cilindrisch, glad, met twee guttules, met brede, stomp afgeronde uiteinden (14,5–) 15,0–17,5(–18,5) × (6,5–)7,0–8, 0(–8,5) µm, Q=1,98−2,45. Asci zijn cilindrisch en meten 200–210 × 11–11,5 μm. Parafysen zijn hyaliene of met lichtgele inhoud, met insluitsels in de vorm van korrels of kleine blaasjes, slank, 1,6-2,5 µm in diameter in het midden en onderaan, gebogen of lhakiforme top, sommige met een duidelijke of onopvallende incisie.

## Vergelijkbare soorten
Vergelijkbare soorten zijn onder meer het gewoon varkensoor (Otidea onotica) en de spateltrilzwam (Guepinia helvelloides).

## Verspreiding
In Nederland komt het vrij algemeen voor. 